# 河原司
河原 司（かわはら つかさ　1979年8月27日 - ）は、日本の経営者、プロデューサー、研究者。有限会社アーキテクトタイタン代表取締役社長。専門領域は、建築デザイン、ブランディング、ウェブデザイン、写真、映像。学術専門領域は、建築学、観光学、環境学。
京都市生まれ。京都市立紫野高等学校卒。滋賀県立大学 環境科学部 環境・建築デザイン専攻卒。2005年、有限会社アーキテクトタイタン創業、共同主宰。滋賀県立大学大学院 環境科学研究科 にて論文「華道・嵯峨御流景色いけ『自然態応用七景三勝』における『連続した景観形成手法』に関する研究」にて修士（環境科学）。2010年、著書「大覚寺大沢池 景観修復プロジェクト―古代と現代をむすぶ文化遺産」が、日本観光研究学会 学会賞（観光著作賞）受賞 2021年1月より有限会社アーキテクトタイタン代表取締役社長。

## 著書・論文
- 真板昭夫, 河原司『大覚寺大沢池景観修復プロジェクト : 古代と現代をむすぶ文化遺産』世界思想社、2009年。ISBN 9784790714507。全国書誌番号:21747424。
- 真板昭夫, 河原司, 海津ゆりえ, 松岡拓公雄「生態学的アプローチによる文化遺産の再生に関する研究 : 大覚寺大沢池を題材に」『国立民族学博物館調査報告』第61巻、国立民族学博物館、2006年3月、199-241頁、CRID 1390290699797344128、doi:10.15021/00001591、hdl:10502/1895、ISSN 1340-6787、2023年10月3日閲覧。

## 寄稿
- 滋賀県立大学 環境科学部 環境科学研究科 年報第14号 特集■卒業生輩出「最初の10年」 2010[3]
- 雑誌「LANDSCAPE DESIGN」No.74 対談記事 マルモ出版 2010

## 受賞
- ランドスケープ６大学展 ランドスケープデザイン賞 2003[4]
- 日本観光研究学会 学会賞（観光著作賞） 2010[5]
- 京菓子展 2018 手のひらの自然 − 源氏物語 デザイン公募 デザイン部門入選 2018[6]

## その他経歴
- 1997- ウェブサイト制作・写真撮影を始める
- 2000-2013 株式会社ワコール通信販売事業部 業務委託スタッフ 直営通販ウェブサイト[7]の画像作成等を担当
- 2012- TEDxKyoto コアメンバー アーキテクトチームリーダー[8]
- 2013-2017 甲南大学 招聘講師（観光文明論）
- 2013- 京都造形芸術大学 通信教育部 ランドスケープデザインコース 非常勤講師
- 2014,2016,2019,2020 滋賀県立大学 招聘講師（環境職能論）
- 2015 バンタンデザイン研究所 講師（ファッションビジネスコース）
- 2015-2016 嵯峨美術大学 招聘講師（観光デザイン）
- 2017-2018 華道嵯峨御流 派遣講師特別講習講師[9]
- 2018-2019 有斐斎弘道館 客員研究員[10]